# Kamikyokutachi
Kamikyokutachi (神曲たち? Capolavori) è il secondo album studio del gruppo di idol giapponesi AKB48, pubblicato il 7 aprile 2010. L'album è arrivato alla prima posizione della classifica Oricon ed è stato certificato doppio disco di platino.

## Tracce

### Edizione regolare
(KIZC-65/6)
CD
1. River
2. Baby! Baby! Baby! Baby!
3. Ōgoe Diamond (大声ダイヤモンド)
4. Kimi no Koto ga Suki Dakara (君のことが好きだから)
5. Shoichi (初日)
6. 10nen Zakura (10年桜)
7. Tobenai Agehachō (飛べないアゲハチョウ)
8. Namida Surprise! (涙サプライズ!)
9. Choose me!
10. Enkyori Poster (遠距離ポスター)
11. Iiwake Maybe (言い訳Maybe)
12. Hikōki Gumo (ひこうき雲)
13. Majisuka Rock n Roll (マジスカロックンロール)
14. Sakura no Shiori (桜の栞)
15. Jibun Rashisa (自分らしさ)
16. Kimi to Niji to Taiyō to (君と虹と太陽と)

DVD
1. Ōgoe Diamond (choreography video) (大声ダイヤモンド 振り付けビデオ)
2. Iiwake Maybe (choreography video) (言い訳Maybe 振り付けビデオ)
3. River (choreography video) (River 振り付けビデオ)

### Edizione Theater
(NKCD-6512/3)
CD 1
1. River
2. Baby! Baby! Baby! Baby!
3. Ōgoe Diamond (大声ダイヤモンド)
4. Kimi no Koto ga Suki Dakara (君のことが好きだから)
5. Shoichi (初日)
6. 10nen Zakura (10年桜)
7. Tobenai Agehachō (飛べないアゲハチョウ)
8. Namida Surprise! (涙サプライズ!)
9. Choose me!
10. Enkyori Poster (遠距離ポスター)
11. Iiwake Maybe (言い訳Maybe)
12. Hikōki Gumo (ひこうき雲)
13. Majisuka Rock n Roll (マジスカロックンロール)
14. Sakura no Shiori (桜の栞)

CD 2
1. Commento audio del gruppo